# Stadsbussarna i Östersund

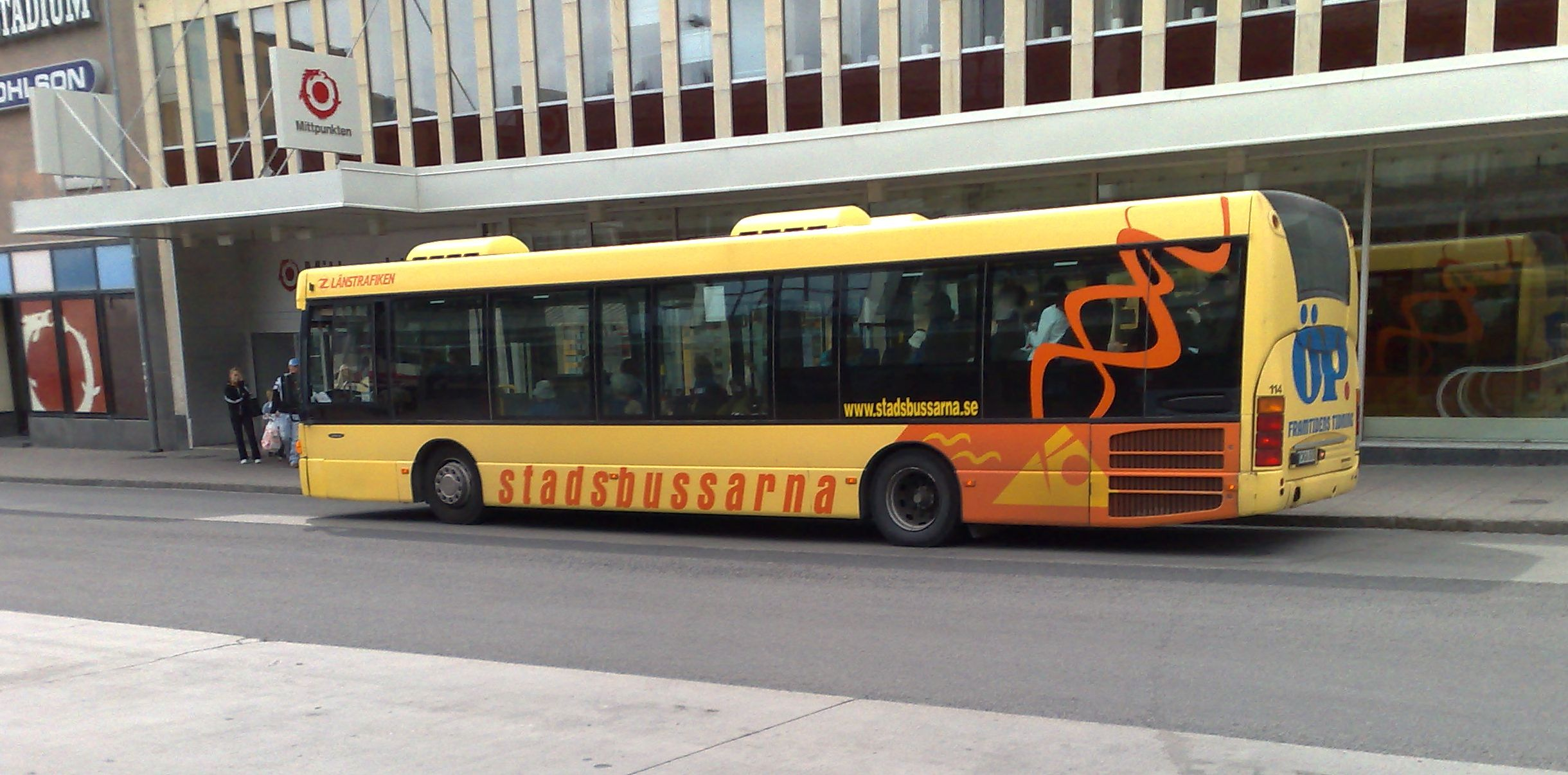
Stadsbuss av typen Scania OmniLink på Gustav III torg i Östersund

Stadsbussarna i Östersund drivs av Vy Buss och utgör busstrafiken i Östersund. Stadsbussarna körs på ED95 (etanol) samt på förnybar elektricitet från Billstaån i Hackås. I april 2016 blev det klart att linje 6 ska trafikeras med batteribussar. I mars 2018 levererades de första eldrivna bussarna till Östersunds stadstrafik. Linje 6 går mellan Torvalla och Brittsbo, och har en laddplats vid vardera slutstation för bussarna. Elbusslinjen har gjort så även det nya bostadsområdet Brittsbo och närliggande Sånghusvallen fått kollektivtrafik. Till 2025 ska alla bussar i staden drivas på el och vara antingen buss modellen Saab Scania Intercity LF eller mercedez benz ecitario
Knutpunkten för bussarna är Gustav III torg i centrala Östersund.

## Linjenät
Stadsbussarna trafikerar 7 huvudlinjer samt 3 nattlinjer i Östersund och flygbussar till Åre Östersund Airport. Samt en skollinje som trafikeras.

### Huvudlinjer
| Linje | Sträckning                       |
| 1     | Lillänge Köpcentrum - Valla C    |
| 2     | Solliden - Odensala              |
| 3     | Åre Östersunds Airport - Centrum |
| 4     | Härke - Torvalla Centrum/Ängsmon |
| 5     | Frösö Berge - Torvalla           |
| 6     | Brittsbo - Torvalla Centrum      |
| 7     | Centrum - Arenabyn               |
| 11    | Valla - Frösö Berge              |

### Nattrafik
| Linje | Sträckning                               |
| 21    | Centrum - Vallsundet - Centrum           |
| 22    | Torvalla - Centrum - Lugnvik - Brittsbo  |
| 24    | Centrum - Körfältet - Torvalla - Ängsmon |